# Arzenc-de-Randon
Arzenc-de-Randon là một xã ở tỉnh Lozère trong vùng Occitanie, phía nam nước Pháp. Sông Chapeauroux chảy theo hướng đông qua giữa thị trấn.
Sông Colagne bắt nguồn ở xã này, cùng với Lac de Charpal chúng tạo thành phần lớn ranh giới phía tây nam của xã.